# Sistema de template web
Um sistema de template web descreve o software e as metodologias usadas para produzir páginas web, para implementação em sites web e entrega sobre a Internet. Tais sistemas processam templates web, usando um mecanismo de template. É uma ferramenta de publicação web presente em sistemas de gerenciamento de conteúdo, framework de software, editores HTML e muitos outros contextos.

## Visão geral
Um sistema de template web é composto de:
- Um mecanismo de template: o elemento de processamento primário do sistema;[1]
- Recurso de conteúdo: qualquer dos vários tipos de fluxos de dados de entrada, como de um banco de dados relacional, arquivos XML, o diretório LDAP e outros tipos de dados locais ou em rede;
- Recurso de template: templates web especificados de acordo com uma linguagem de template.

Os recursos de template e conteúdo são processados e combinados pelo mecanismo de template para produção em massa de documentos web. Para os objetivos deste artigo, os documentos web incluem qualquer um dos vários formatos de saída para transmissão pela web via HTTP, ou outro protocolo de internet.